# 그리어난 알리

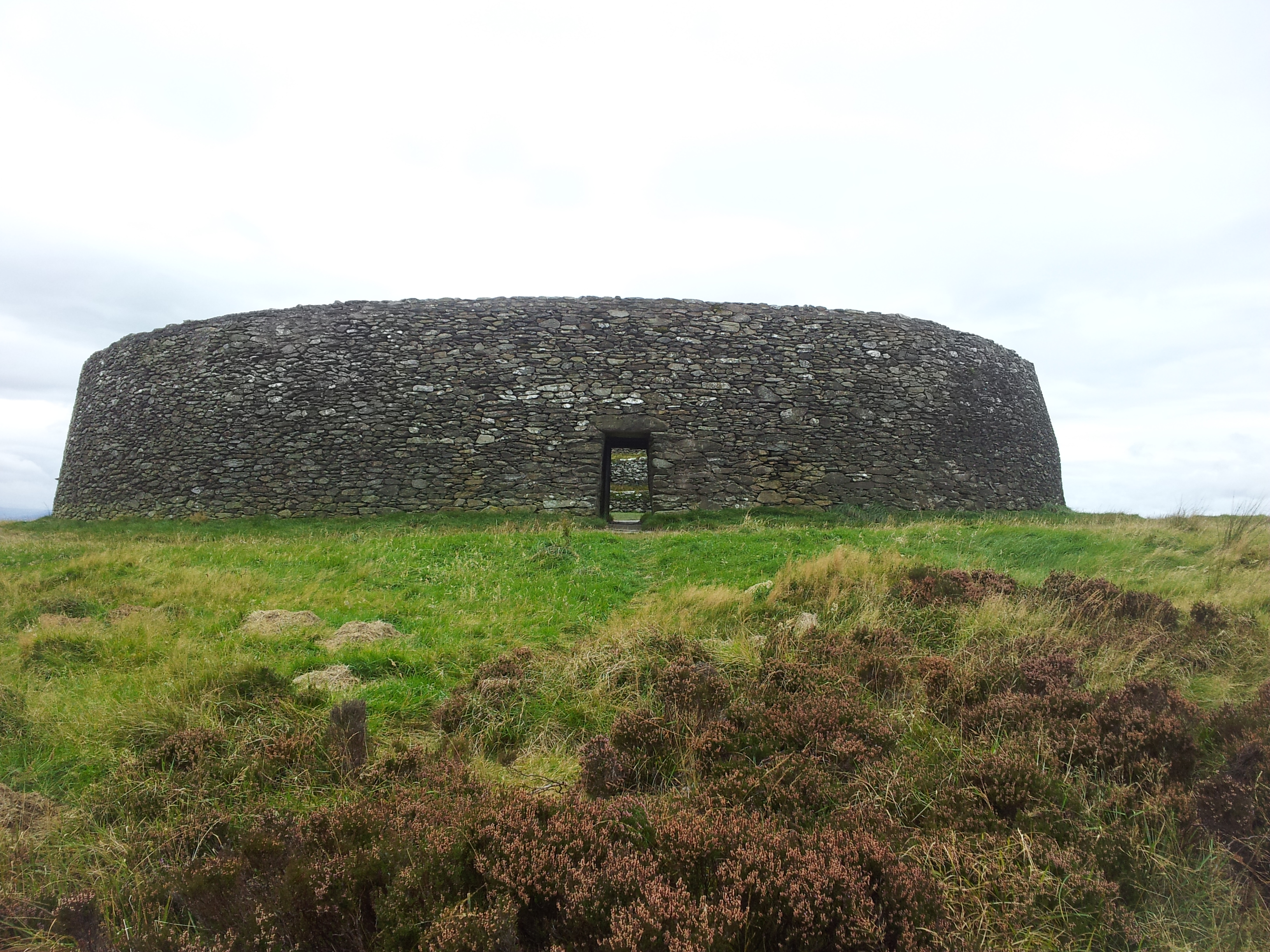

그리어난 알리(아일랜드어: Grianán Ailigh [ˌɟɾʲiənˠaːnˠ ˈalʲiː])는 아일랜드 더니골주의 이니스 오간 반도에 소재한 언덕 위의 요새다. 해발 244 미터의 그리어난산 위에 세워져 있다.
6-7세기에 북 이 넬 왕조에서 세운 것으로 여겨지지만, 이 요새가 세워지기 전에도 그 자리에 무언가 세워져 사용되었던 것으로 보이는 흔적이 있다. 알레흐 왕국의 수도였다. 벽 두께는 4.5 미터에 높이는 5 미터다. 내벽은 3개 노단으로 되어 있고, 각 노단은 계단들로 연결되어 있다. 원래는 성벽 안팎으로 건물들도 있었을 테지만 지금은 성벽과 성벽 밖의 우물 한 개, 봉분 한 개만 남아 있다.
12세기에 알레흐 왕국은 노르만인의 침공으로 상당한 양의 영토를 빼앗겼다. 문헌에 따르면 그리어난 알리는 1101년 무운의 왕 미르케르타크 우어 브리안에게 파괴되었다. 오늘날과 같이 복원된 것은 1870년의 일이다. 현재는 아일랜드의 국립기념물로 지정되었고 관광지로 사용된다.